# Baltische Fußballmeisterschaft 1912/13
Die baltische Fußballmeisterschaft 1912/13 des Baltischen Rasen- und Wintersport-Verbandes gewann der SV Prussia-Samland Königsberg durch ein 7:1-Sieg im Finale gegen den BuEV Danzig. Dies war der zweite Gewinn der baltischen Fußballmeisterschaft für die Königsberger, die sich dadurch für die deutsche Fußballmeisterschaft 1912/13 qualifizierten. Dort schieden die Königsberger bereits im Viertelfinale nach einer 1:6-Niederlage gegen den Berliner TuFC Viktoria 89 aus.

## Modus und Übersicht
Die Vereine im Baltischen Rasen- und Wintersport-Verband waren in der Saison 1912/13 erneut in zehn Bezirke eingeteilt. Die jeweiligen Bezirksmeister qualifizierten sich für die baltische Fußballendrunde.
| Bezirk                | Bezirksmeister                |
| --------------------- | ----------------------------- |
| Königsberg            | SV Prussia-Samland Königsberg |
| Tilsit/Memel          | SC Lituania Tilsit            |
| Insterburg/Gumbinnen  | FC Preußen Gumbinnen          |
| Rastenburg/Lyck       | Rastenburger SV               |
| Allenstein/Osterode   | SV Allenstein                 |
| Graudenz              | SC Graudenz                   |
| Elbing                | Elbinger SV                   |
| Danzig                | BuEV Danzig                   |
| Stolp                 | SV Germania Stolp             |
| Bromberg/Schneidemühl | SV Hertha Schneidemühl        |

## Bezirk I Königsberg
Die Spiele ASC Königsberg gegen VfB Königsberg Ib und VfB Königsberg Ib gegen ASC Königsberg wurden aus unbekannten Gründen als Niederlage für beide Teams gewertet.
| Pl.                                                                                              | Verein                               | Sp. | S  | U | N  | Tore    | Quote | Punkte |
| ------------------------------------------------------------------------------------------------ | ------------------------------------ | --- | -- | - | -- | ------- | ----- | ------ |
| 1.                                                                                               | SV Prussia-Samland Königsberg        | 14  | 13 | 1 | 0  | 059:110 | 5,36  | 27:10  |
| 2.                                                                                               | VfB Königsberg (M)                   | 14  | 11 | 0 | 3  | 046:160 | 2,88  | 22:60  |
| 3.                                                                                               | SV Prussia-Samland Königsberg Ib (N) | 14  | 9  | 1 | 4  | 052:210 | 2,48  | 19:90  |
| 4.                                                                                               | RSV Ostmark Königsberg               | 13  | 4  | 1 | 8  | 020:390 | 0,51  | 09:17  |
| 5.                                                                                               | VfB Königsberg Ib (N)                | 14  | 4  | 1 | 9  | 025:300 | 0,83  | 09:19  |
| 6.                                                                                               | Königsberger BC (N)                  | 14  | 4  | 1 | 9  | 025:350 | 0,71  | 09:19  |
| 7.                                                                                               | SC Ostpreußen Königsberg (N)         | 13  | 4  | 0 | 9  | 026:580 | 0,45  | 08:18  |
| 8.                                                                                               | Akademischer SC Königsberg           | 14  | 1  | 1 | 12 | 011:540 | 0,20  | 03:25  |
| Stand: Saisonende, Quelle: Udo Luy: Fußball in Ostpreussen, Danzig und Westpreussen 1900 – 1914. |                                      |     |    |   |    |         |       |        |

| (M) | Titelverteidiger Bezirk I |
| (N) | Aufsteiger                |

## Bezirk II Tilsit/Memel
Der Bezirk II Tilsit/Memel wurde in zwei Gruppen ausgespielt. Sieger der Gruppe 1a wurde der SC Lituania Tilsit, weitere Teilnehmer sind nicht überliefert. Den Gruppensieg der Gruppe 1b konnte der MTV Memel erreichen, mit dem MTV Memel gab es einen weiteren überlieferten Teilnehmer in dieser Gruppe. Das Finalspiel der Gruppensieger gewann Lituania Tilsit.

## Bezirk III Insterburg/Gumbinnen
| Pl. | Verein                    |
| --- | ------------------------- |
| 1.  | FC Preußen Gumbinnen      |
| 2.  | SC Preußen Insterburg (M) |
| 3.  | SV Insterburg             |
| 4.  | TSV Eydtkuhnen            |

| (M) | Titelverteidiger Bezirk III |

## Bezirk IV Rastenburg/Lyck
Aus dem Bezirk IV sind nur der Sieger, Rastenburger SV und der weitere Teilnehmer BuEV Lötzen überliefert.

## Bezirk V Allenstein/Osterode
Aus dem Bezirk V ist nur der Sieger, SV Allenstein und der weitere Teilnehmer FC Seminarsportverein Osterode überliefert.

## Bezirk VI Graudenz
Nordkreis
| Pl.                                                                                            | Verein           | Sp. | S | U | N | Tore    | Quote | Punkte |
| ---------------------------------------------------------------------------------------------- | ---------------- | --- | - | - | - | ------- | ----- | ------ |
| 1.                                                                                             | SC Graudenz      | 3   | 2 | 1 | 0 | 009:500 | 1,80  | 05:10  |
| 2.                                                                                             | SV Marienwerder  | 2   | 0 | 1 | 1 | 002:500 | 0,40  | 01:30  |
| 3.                                                                                             | FC Preußen Thorn | 1   | 0 | 0 | 1 | 003:400 | 0,75  | 0:20   |
| Stand: unbekannt, Quelle: DSFS: Fußball im baltischen Sportverband, Teil 1: 1903/04 - 1932/33. |                  |     |   |   |   |         |       |        |

Aus dem Bezirk VI ist das Endspiel der beiden Staffelsieger überliefert.

Südkreis

Aus dem Südkreis ist nur der Sieger, Seminar SV Thorn, überliefert.

Finale
| Datum           |                                    | Ergebnis  |                                | Ort   |
| --------------- | ---------------------------------- | --------- | ------------------------------ | ----- |
| 19. Januar 1913 | Seminar SV Thorn (Sieger Südkreis) | 2:5 (0:2) | SC Graudenz (Sieger Nordkreis) | Thorn |

## Bezirk VII Elbing
| Pl.                                                                                            | Verein             | Sp. | S | U | N | Tore    | Quote | Punkte |
| ---------------------------------------------------------------------------------------------- | ------------------ | --- | - | - | - | ------- | ----- | ------ |
| 1.                                                                                             | Elbinger SV (M)    | 2   | 2 | 0 | 0 | 010:200 | 5,00  | 04:0   |
| 2.                                                                                             | VfR Hansa Elbing   | 2   | 1 | 0 | 1 | 009:700 | 1,29  | 02:20  |
| 3.                                                                                             | RV Braunsberg (N)  | 2   | 1 | 0 | 1 | 003:500 | 0,60  | 02:20  |
| 4.                                                                                             | SV Viktoria Elbing | 2   | 0 | 0 | 2 | 002:100 | 0,20  | 0:40   |
| Stand: unbekannt, Quelle: DSFS: Fußball im baltischen Sportverband, Teil 1: 1903/04 - 1932/33. |                    |     |   |   |   |         |       |        |

| (M) | Titelverteidiger Bezirk VII |
| (N) | Aufsteiger                  |

## Bezirk VIII Danzig
| Pl.                                                                                             | Verein                             | Sp. | S  | U | N | Tore    | Quote | Punkte |
| ----------------------------------------------------------------------------------------------- | ---------------------------------- | --- | -- | - | - | ------- | ----- | ------ |
| 1.                                                                                              | BuEV Danzig (M) (BM)               | 10  | 10 | 0 | 0 | 053:700 | 7,57  | 20:0   |
| 2.                                                                                              | SV Ostmark Danzig                  | 10  | 6  | 0 | 4 | 038:210 | 1,81  | 12:80  |
| 3.                                                                                              | Akademischer SC Danzig             | 10  | 5  | 0 | 5 | 010:220 | 0,45  | 10:10  |
| 4.                                                                                              | VfB Danzig                         | 11  | 3  | 1 | 7 | 012:340 | 0,35  | 07:15  |
| 5.                                                                                              | TuFC Preußen Danzig                | 10  | 3  | 0 | 7 | 012:230 | 0,52  | 06:14  |
| 6.                                                                                              | Sp. Abt. des Lehrerseminars Danzig | 10  | 2  | 1 | 7 | 008:250 | 0,32  | 05:15  |
| 7.                                                                                              | FC Komet Neufahrwasser a (N)       | 0   | 0  | 0 | 0 | 000:000 | 1,00  | 0:0    |
| Stand: Saisonende, Quelle: DSFS: Fußball im baltischen Sportverband, Teil 1: 1903/04 - 1932/33. |                                    |     |    |   |   |         |       |        |

| (BM) | baltischer Titelverteidiger   |
| (M)  | Titelverteidiger Bezirk VIII  |
| (N)  | Aufsteiger aus der 2. Klassen |

## Bezirk IX Stolp
Aus dem Bezirk IX Stolp ist nur der Sieger, SV Germania Stolp und der weitere Teilnehmer SV Viktoria Stolp überliefert.

## Bezirk X Bromberg/Schneidemühl
Aus dem Bezirk X hatten nur zwei Vereine an den Verbandsspielen teilgenommen. Folgendes Spiel ist überliefert, ob es weitere Spiele gab, ist nicht überliefert.
| Datum            |                        | Ergebnis |             | Ort          |
| ---------------- | ---------------------- | -------- | ----------- | ------------ |
| 8. Dezember 1912 | SV Hertha Schneidemühl | 4:1      | SC Bromberg | Schneidemühl |

## Endrunde um die baltische Fußballmeisterschaft
Die Endrunde um die baltische Fußballmeisterschaft wurde in der Saison 1912/13 erneut im K.-o.-System ausgetragen. Qualifiziert waren die zehn Bezirksmeister. Der SV Prussia-Samland Königsberg setzte sich durch.

### Qualifikationsrunde
| Datum            |                                                    | Ergebnis |                                                                | Ort        |
| ---------------- | -------------------------------------------------- | -------- | -------------------------------------------------------------- | ---------- |
| 23. Februar 1913 | Rastenburger SV (Sieger Bezirk IV Rastenburg/Lyck) | 0:4      | SV Allenstein (Sieger Bezirk V Allenstein/Osterode)            | Rastenburg |
| 23. Februar 1913 | SC Graudenz (Sieger Bezirk VI Graudenz)            | b        | SV Hertha Schneidemühl (Sieger Bezirk X Bromberg/Schneidemühl) | Thorn      |

### Viertelfinale
| Datum        |                                                               | Ergebnis  |                                                            | Ort        |
| ------------ | ------------------------------------------------------------- | --------- | ---------------------------------------------------------- | ---------- |
| 9. März 1913 | FC Preußen Gumbinnen (Sieger Bezirk III Insterburg/Gumbinnen) | 0:3 (0:1) | SC Lituania Tilsit (Sieger Bezirk II Tilsit/Memel)         | Gumbinnen  |
| 9. März 1913 | SV Allenstein (Sieger Qualifikationsrunde)                    | 2:5 (0:0) | SV Prussia-Samland Königsberg (Sieger Bezirk I Königsberg) | Allenstein |
| 9. März 1913 | Elbinger SV (Sieger Bezirk VII Elbing)                        | 5:6       | SC Graudenz (Sieger Qualifikationsrunde)                   | Elbing     |
| 9. März 1913 | BuEV Danzig (Sieger Bezirk VIII Danzig)                       | 7:0 (5:0) | SV Germania Stolp (Sieger Bezirk IX Stolp/Köslin)          | Danzig     |

### Halbfinale
| Datum         |                    | Ergebnis  |                               | Ort          |
| ------------- | ------------------ | --------- | ----------------------------- | ------------ |
| 16. März 1913 | SC Lituania Tilsit | 1:4 (0:1) | SV Prussia-Samland Königsberg | Tilsit       |
| 16. März 1913 | SC Graudenz        | 1:5       | BuEV Danzig                   | Marienwerder |

### Endspiel
| Datum         |                               | Ergebnis  |             | Ort                      |
| ------------- | ----------------------------- | --------- | ----------- | ------------------------ |
| 30. März 1913 | SV Prussia-Samland Königsberg | 7:1 (4:0) | BuEV Danzig | Herzogsacker, Königsberg |